# Luiza Trajano
Luiza Helena Trajano Inácio Rodrigues (Franca, São Paulo, 9 de outubro de 1948) é uma empresária brasileira que atuou como CEO a rede de lojas de varejo Magazine Luiza e outras empresas integradas a sua holding até 2015, passando a atuar desde então como presidente do Conselho de Administração. Em 2021 foi listada pela revista Time como uma das 100 mulheres mais influentes do mundo.
Em 2023, possuía uma fortuna de R$3,5 bilhões de reais, de acordo com estimativa da Forbes. 

## Biografia
Formada em direito pela Faculdade de Direito de Franca, em 1972, conseguiu transformar uma rede de lojas localizadas em Franca, interior de São Paulo, em uma  rede suficientemente forte para brigar com gigantes do segmento como Casas Bahia e Ponto Frio. Passou por diversos setores, como cobrança e vendas, antes de se tornar diretora-superintendente do Magazine Luiza.
Luiza fez sucesso nas redes sociais após participar de uma entrevista no programa Manhattan Connection, onde rebateu críticas feitas pelo apresentador Diogo Mainardi. Mainardi afirmou que o varejo brasileiro estava em crise, Trajano rebate dizendo que o Brasil estaria vivendo a "década do varejo" e que enviaria ao apresentador os dados corretos.
Ela também lidera o Grupo Mulheres do Brasil, formado em 2012 por cinquenta mulheres atuantes em diversos segmentos da economia, que se uniram por um objetivo em comum: melhorar o país. Hoje, elas são mais de quatro mil e se encontram todo mês para discutir e propor ações ligadas a educação, empreendedorismo, projetos sociais e cotas para mulheres.
Ela integrou o Conselho Público Olímpico (CPO), órgão que supervisionou os preparativos para os Jogos Olímpicos Rio 2016,  na ocasião, fez parte do revezamento da tocha olímpica, ao qual sofreu uma queda no meio da rua, posteriormente, ela chegou a afirma que 'Emoção tão grande que caí' e aproveitou o momento para fazer promoção de seus produtos nas redes sociais.
Em 2022, Luiza afirmou em uma entrevista ao portal UOL, após ser rotulada pelo então presidente Jair Bolsonaro de "empresária socialista", que é "socialista desde os dez anos de idade e feminista". Trajano, que recebeu ataques ao implementar o primeiro programa de trainee exclusivo para pessoas negras no Brasil, disse ser "completamente a favor das cotas como um processo transitório para acertar desigualdades".

## Fortuna
Em 2020, após grande expansão do Magazine Luiza, passou a figurar no TOP 10 dos bilionários Brasileiros na Forbes, em oitava posição geral. Dentre as mulheres figurou na primeira posição. No início de 2021 caiu para a segunda posição dentre as mulheres listadas, com fortuna estimada em US$ 4,4 Bilhões e em dezembro teve sua fortuna reduzida em mais 70%, para cerca de US$1,44Bilhão acompanhando a queda forte das ações do Magalu.
Em dezembro de 2021, o patrimônio caiu para US$ 1,4 bilhão (R$ 7,1 bilhões), uma desvalorização de 75% e em 2022 a empresária perdeu mais US$ 1,6 bilhão (R$ 8,1 bilhões) entre janeiro e maio, quando os papéis da Magalu recuaram 63,4%. Com este resultado a empresária deixou a lista de bilionários Forbes.

## Prêmios e honrarias
- 2000 – Primeira mulher e única empresa do varejo de capital fechado a receber homenagem na premiação "Os Bem Sucedidos", da Bolsa de Valores de São Paulo (Bovespa).[24]
- 2003 – "Prêmio Cláudia na categoria Negócios", da Revista Cláudia (Editora Abril).[25]
- 2004 – Homenagem no Dia Internacional da Mulher, pela Câmara Municipal de Franca, com o título de Cidadã Emérita.[26]
- 2004 – "Prêmio de Administrador Emérito", do Conselho Regional de Administração (CRA). Primeira mulher a receber o prêmio, criado em 1982 com a finalidade de reconhecer publicamente o profissional que, pelo sucesso, reconhecido comportamento ético e capacidade de liderança, contribuiu para o engrandecimento da profissão de Administrador.[27]
- 2009 – Homenageada pela Ordem dos Economistas do Brasil.[28]
- 2011 – Recebeu o "Prêmio Brasileiros e Valor PNBE 2011 – Por um País Ético e Eficiente". Premiação aconteceu em 4 de julho.[29]
- 2013 – Recebe o título de cidadã paulistana.[30]
- 2014 – Executiva Mais Admirada em votação feita pela Revista Seleções, da Reader's Digest/IBOPE[31]
- 2015 – 2º lugar na lista dos "Líderes mais admiradas do Brasil", da revista Carta Capital.[32][33]
- 2015 – recebe o título de cidadã araraquarense.[34]
- 2016 – recebeu na Assembleia Legislativa de São Paulo a Medalha Ruth Cardoso, destinada a pessoas e entidades que se destacaram em 2015.[35]
- 2016 – Eleita entre os "Líderes Mais Admirados do Brasil" em estudo realizado pela Officina Sophia, empresa de pesquisa de mercado especializada em estratégia de negócios, pertencente à holding HSR.[36]
- 2017 – Recebeu a Medalha Theodosina Rosária Ribeiro da Assembleia Legislativa de São Paulo.[37]
- 2018 – Eleita a Marketing Citizen do Prêmio Marketing Best pela Academia Brasileira de Marketing (Abramark) a Marketing Citizen do Prêmio Marketing Best 2018.[38]
- 2018 – Única executiva brasileira na lista global do WRC – World Retail Congress de 2018. Chamada de Hall da Fama, a lista elenca nomes que se destacam no varejo global, escolhidos por um grupo de 100 membros de várias nacionalidades e de vários segmentos do varejo. Homenageada durante o WRC 2018, um dos maiores e mais relevantes eventos globais de varejo que aconteceu em abril, em Madri, na Espanha.[39]
- 2018 – Co-chair do World Economic Forum on Latin America, realizado em São Paulo.[40]
- 2018 – Eleita a líder com a melhor reputação do Brasil, em pesquisa publicada na Revista Exame pela consultoria espanhola Merco.[41]
- 2018 – Homenageada com a medalha do Mérito Cívico Afro-Brasileiro da Afrobras e Faculdade Zumbi dos Palmares.[42]
- 2018 – Homenageada com a Comenda Alexandrino Garcia, pela Câmara Municipal de Uberlândia.[43][44]
- 2018 – Homenageada com o Título de Cidadã Guarulhense (Guarulhos – SP).[45]
- 2019 – Recebeu o título de Cidadã Pessoense da Câmara Municipal de João Pessoa (PB).[46][47]
- 2020 – Eleita Personalidade do Ano de 2020 pela Câmara do Comercio Brasil-EUA.[48][49]
- 2020 – Recebeu o título de Cidadã Recifense da Câmara Municipal do Recife (PE).[50]
- 2020 – Homenageada pela Universidade Zumbi dos Palmares com o Troféu Raça Negra.[51]
- 2020 – Segunda colocada com Top Influencer do LinkedIn no Brasil.[52][53]
- 2020 – Homenageada com o Prêmio de "Dedicação ao Cliente" no evento do Prêmio Reclame Aqui.[54]
- 2020 – Eleita a personalidade do ano na Economia pela Revista IstoÉ Dinheiro[55]
- 2020 – Homenageada pelo LIDE - Grupo de Líderes Empresariais e LIDE Mulher, durante o 19º Fórum Empresarial.[56]
- 2021 – Eleita pelo quarto ano consecutivo como a líder de melhor reputação do Brasil, em pesquisa publicada na Revista Exame pela consultoria espanhola Merco.[57][58]
- 2022 –  Eleita TOP3 influenciadora Linkedin no Prêmio iBest 2022 pelo Júri Academia.[59]
- 2023 - Ordem de Rio Branco, grau Comendador.[60]